# Bromuro di litio
Il bromuro di litio è il sale di litio dell'acido bromidrico, di formula LiBr.
A temperatura ambiente si presenta come un solido bianco inodore. È un composto nocivo.
L'impiego principale del LiBr è nei cicli frigoriferi ad assorbimento.